# Circuito Nacional de Firmes Especiales

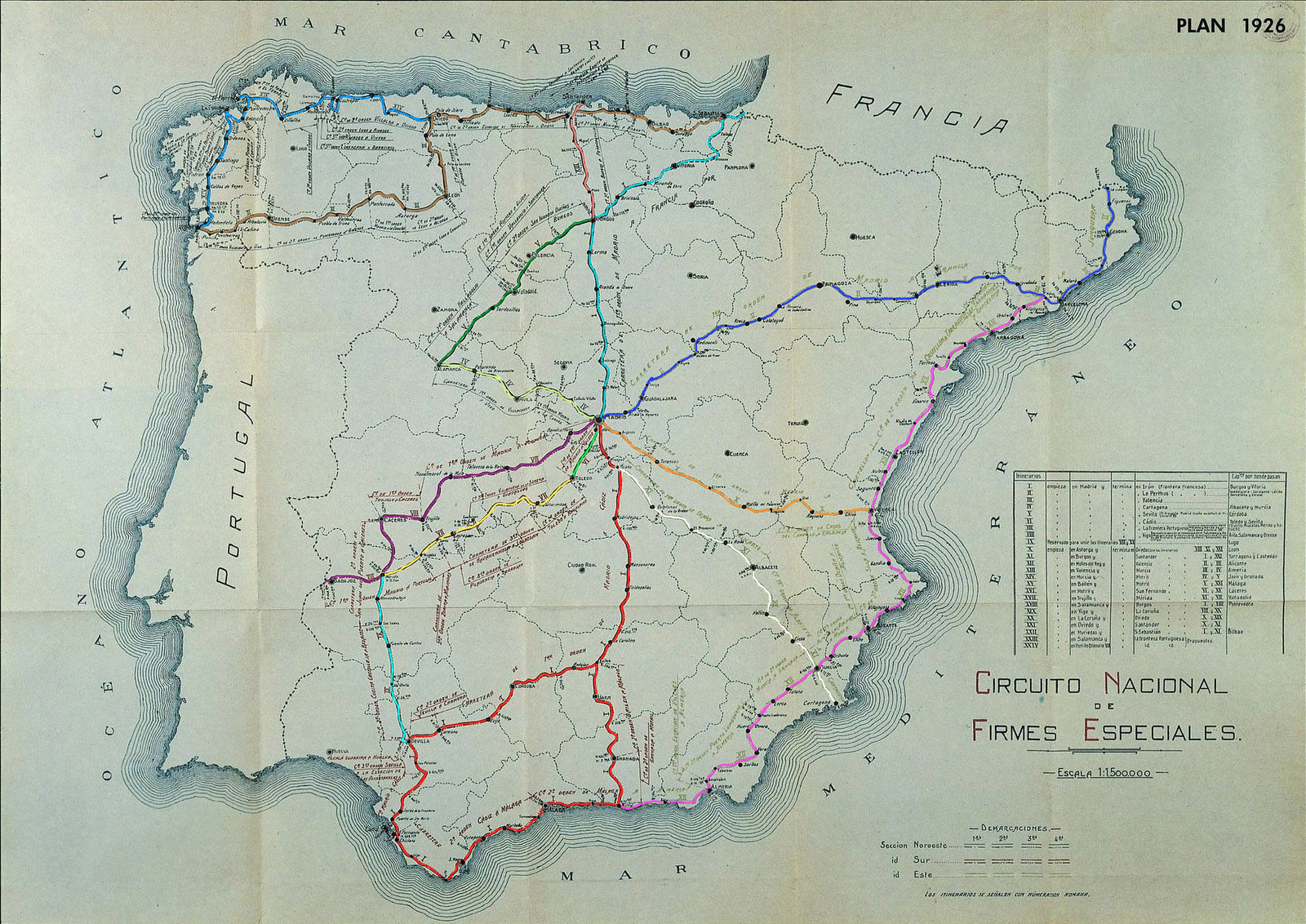
Mapa de carreteres dins del Circuito Nacional de Firmes Especiales (1926).

El Circuito Nacional de Firmes Especiales (abreujat generalment com a CNFE) va ser un conjunt de carreteres espanyoles i de trams segregats de la xarxa general considerat l'inici de la moderna xarxa de transport a Espanya. El patronat del circuit CNFE es crea en la Gaceta de Madrid el 10 de febrer de 1926, per Reial decret Llei promogut pel Ministeri de Foment d'Espanya. L'objectiu resulta ser l'ocupació de noves tècniques i qualitats de construcció més favorables al “tràfic modern”. El naixement del CNFE va tenir la seva contrapartida en la creació del Patronat nacional de turisme donant lloc a la xarxa de Paradores Nacionals i els “albergs de carretera” per a automobilistes. Els projectes es van quedar interromputs en la majoria dels casos per la Guerra Civil Espanyola.

## Història
L'estat de la xarxa viària al començament del segle XX és bastant deficitari i sembla que el transport pel nou mitjà de comunicació que suposa ser l'automòbil té futur mitjançant el continu desenvolupament d'un motor de combustió interna alimentat per combustibles líquids derivats del petroli. El preu inicial d'aquests vehicles era extraordinàriament elevat, només accessible per a empreses de certa dimensió i per a potentats locals (un exemple resulta ser els Hispano-Suiza). Solament a les grans ciutats el tràfic urbà comença a mostrar-se amb certa densitat el trànsit de vehicles al començament dels anys vint. La idea científica subjacent era emprar com a ferms les carreteres asfàltiques. La idea d'aquesta millora va ser impulsada inicialment pel Comte de Guadalhorce Rafael Benjumea y Burín.
La iniciativa parteix dels governs de Primo de Rivera, que intentava promoure programes de foment de les obres públiques. En aquest sector es va parar esment a la construcció de carreteres amb ferms adequats per a la circulació del cada vegada més usat automòbil. Al començament del segle xx, malgrat existir menys vehicles a Espanya que en altres països europeus, es feia preveure que el seu ús no només anava en augment, sinó que les velocitats mitjanes d'aquests transports creixerien a bon ritme. Aviat es va pensar que aquests nous viatgers podrien ser turistes que viatgessin per plaer (concepte nou en l'època). Va suposar el projecte l'entrada d'Espanya en el grup de països que començava a construir autopistas, és a dir carreteres d'ús exclusiu de vehicles. Les autopistes projectades durant aquest període no van arribar a construir-se, però sí que es van restaurar i van millorar alguns trams importants. Es va produir, no obstant això, una profunda revisió de la legislació i de la regulació del transport motoritzat per carretera.
El Circuito Nacional de Firmes Especiales va tenir la seva continuació al Govern de la Segona República, en aquells dies es van realitzar uns 7.000 quilòmetres de carreteres. Les iniciatives durant aquest període es van veure interrompudes per la Guerra Civil.